# Udul-Kalama
Udul-Kalama de Uruk fue el séptimo gobernante de Sumeria en la Primera Dinastía de Uruk (ca. siglo XXVI a. C.), según la Lista Real Sumeria. Fue hijo de Ur-Nungal, según la Lista Real Sumeria.
A diferencia de sus predecesores, no dejó documentos o restos que mencionen su nombre, y puede haber sido uno de los reyes menores de Uruk añadidos a la lista, que reinaron mientras la hegemonía pertenecía a la Primera Dinastía de Ur.